# カプロン酸エチル
カプロン酸エチル（カプロンさんエチル、ethyl caproate）とは、芳香性のあるエステル。IUPAC命名法では、ヘキサン酸エチル (ethyl hexanoate) となる。消防法による第4類危険物 第2石油類に該当する。リンゴ様の果実臭のする無色の液体である。
日本酒の主な芳香成分の一つで、日本酒の高品質化のため本物質を多く生産する清酒の酵母が育成・開発されてきた。吟醸酒には数100 ppb–数 ppm 程度含まれている。